# Let's Get It Up
Let's Get It Up è un brano degli AC/DC, pubblicato dall'etichetta discografica Atlantic Records nel gennaio del 1982 come singolo estratto dall'album For Those About to Rock We Salute You, in abbinamento a Back in Black come Lato B, in una versione dal vivo registrata nel 1981. Il disco è uscito anche in una versione extended play che include anche T.N.T., sempre registrata dal vivo nel 1981.

## Tracce
1. Let's get it up
2. Back in black, dal vivo
3. T.N.T., dal vivo (solo sulla versione EP)

## Formazione
- Brian Johnson - voce
- Angus Young - chitarra solista
- Malcolm Young - chitarra ritmica
- Cliff Williams - basso
- Phil Rudd - batteria